# Eubordeta hypocala
Eubordeta hypocala är en fjärilsart som beskrevs av Rothschild 1901. Eubordeta hypocala ingår i släktet Eubordeta och familjen mätare. Inga underarter finns listade i Catalogue of Life.